# 6955 Ekaterina
6955 Ekaterina este un asteroid din centura principală de asteroizi.

## Descriere
6955 Ekaterina este un asteroid din centura principală de asteroizi. A fost descoperit pe 25 septembrie 1987 la Observatorul de Astrofizică din Crimeea de Liudmila Juravliova. El prezintă o orbită caracterizată de o semiaxă mare de 3,11 ua, o excentricitate de 0,17 și o înclinație de 1,0° în raport cu ecliptica.